# Deutschlandfunk Kultur

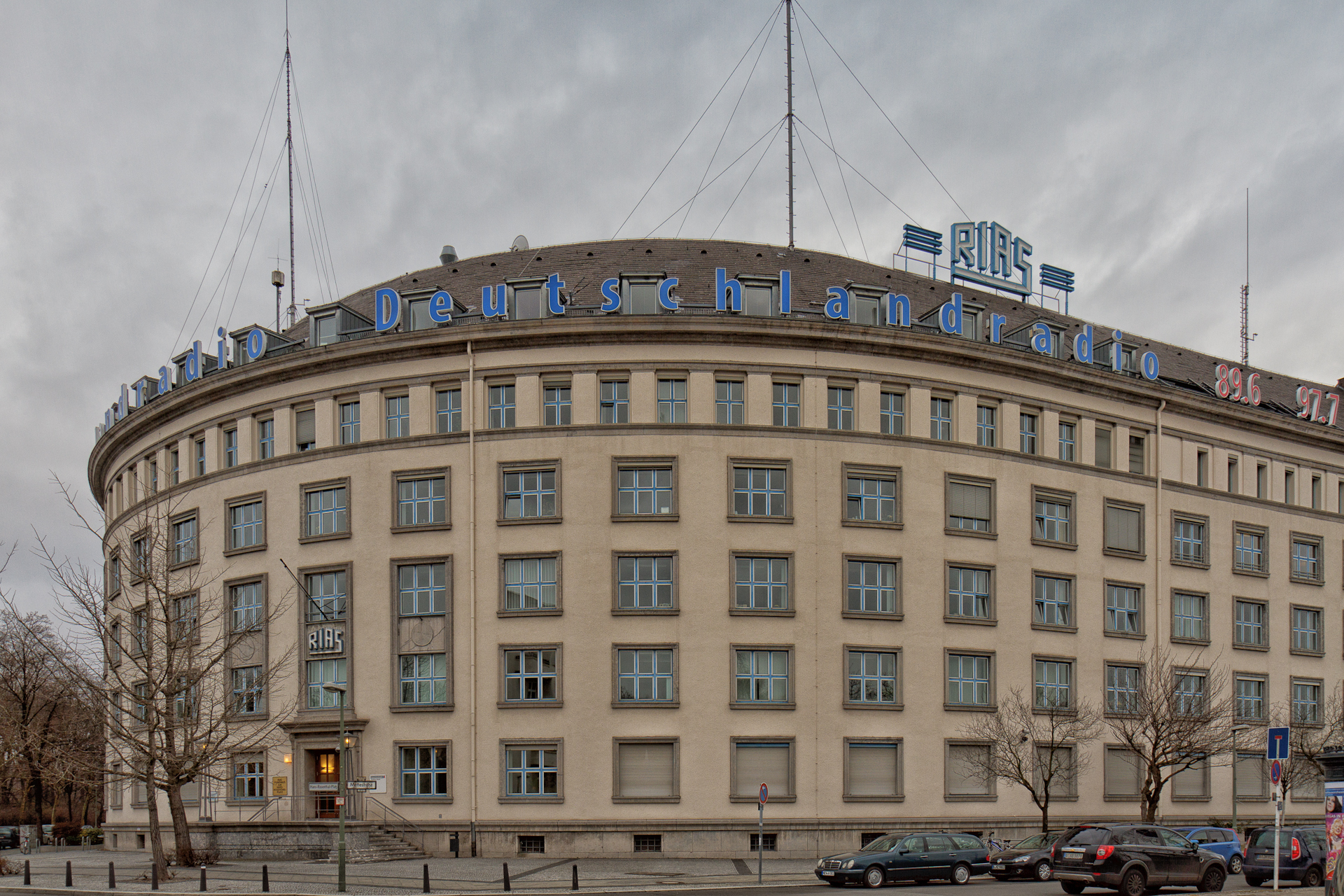
Funkhaus am Hans-Rosenthal-Platz in Berlin, 2012

Deutschlandfunk Kultur (DLF Kultur) ist ein kulturorientiertes Hörfunkprogramm. Es ist neben Deutschlandfunk und Deutschlandfunk Nova eines der Programme des deutschen nationalen Hörfunks, des Deutschlandradios.
Von 1994 bis März 2005 trug es den Namen DeutschlandRadio Berlin (DLR Berlin) und bis April 2017 Deutschlandradio Kultur (DLR Kultur, später DKultur). Standort ist das ehemalige RIAS-Funkhaus am Hans-Rosenthal-Platz in Berlin-Schöneberg. Programmchef ist seit April 2020 Ralf Müller-Schmid. Er war zuvor Programmleiter bei Deutschlandfunk Nova. Vor ihm war seit 2016 Hans Dieter Heimendahl Programmleiter, zuvor war seit 2007 Peter Lange Chefredakteur.

Logo von Deutschlandradio Kultur bis 30. April 2017

## Programm
Deutschlandfunk Kultur ist ein werbefreies Kulturprogramm, das vor allem für seine aufwendigen Hörspiel- und Featureproduktionen bekannt ist. Als Schwerpunkt sehen die Programmverantwortlichen „die Kulturalisierung der Politik und die Politisierung der Kultur“. Das Programmschema setzt auf eine Gliederung mit täglich Literatur, zwei verschiedenen Musikschwerpunkten und einem einstündigen Interview.
Kern ist das Format Studio 9, das morgens und abends „diskursive Berichterstattung, Kulturkritik, Kommentare und Reportagen“ bringt. Mittags wird von Montag bis Samstag die Sendung Studio 9 – Der Tag mit … ausgestrahlt. Dort werden die Themen des Tages mit einem Studiogast aus Kultur, Politik oder Medien diskutiert und eingeordnet. Samstagabend und an Sonn- und Feiertagen mittags und abends, wird eine Kurzversion von ca. 25 Minuten Dauer als Studio 9 kompakt ausgestrahlt.
Deutschlandfunk Kultur bietet das einzige nationale Kinderradioprogramm, das sonntags und an deutschlandweiten Feiertagen unter dem Namen Kakadu läuft. Nachts sendet die Tonart Musik mit täglich wechselnden Schwerpunkten. Mehrmals in der Woche gibt es ab Mitternacht auch Sendungen der Neuen Musik beziehungsweise der Klangkunst. Am Wochenende wird das Themenspektrum um Kino, Theater, Medien, Philosophie und Religion erweitert.
Die Programmreform vom Juni 2014 sollte dem Sender eine verlässlichere Struktur geben, damit Hörer gezielter einschalten können. Als Grund gilt, dass laut Höreranalysen der Sender bis dato keine eigentlichen Stammhörer hatte. Die rund 400.000 Hörer am Tag kamen aus der Stammhörerschaft des Schwestersenders Deutschlandfunk und schalteten zum DRadio Kultur, wenn sie zu kulturellen Themen Radio hören wollten. Deshalb wurde ein Programmschema entwickelt, das die beiden Sender stärker voneinander abgrenzen soll. Damit nahm das Deutschlandradio Anforderungen vorweg, die für eine künftige Evaluation der 53 öffentlich-rechtlichen UKW-Programme plus zehn Digitalangebote erwartet wird. Ohne klareres Profil befürchtete DRadio Kultur die Einstellung.
Bei der Reform 2014 wurde das tägliche sechsstündige Programmformat Radiofeuilleton in thematische Einzelsendungen aufgespalten. Zu den bekanntesten davon zählen Im Gespräch sowie Lesart – Das Literaturmagazin. Außerdem wurde die Call-in-Sendung 2254 eingestellt. Die Serie Wurfsendung strahlte von 2004 bis 2024 Minihörspiele an unregelmäßigen Sendeplätzen aus. Die 1964 ins Leben gerufene Quizsendung Sonntagsrätsel wird bis heute gesendet.

## Geschichte

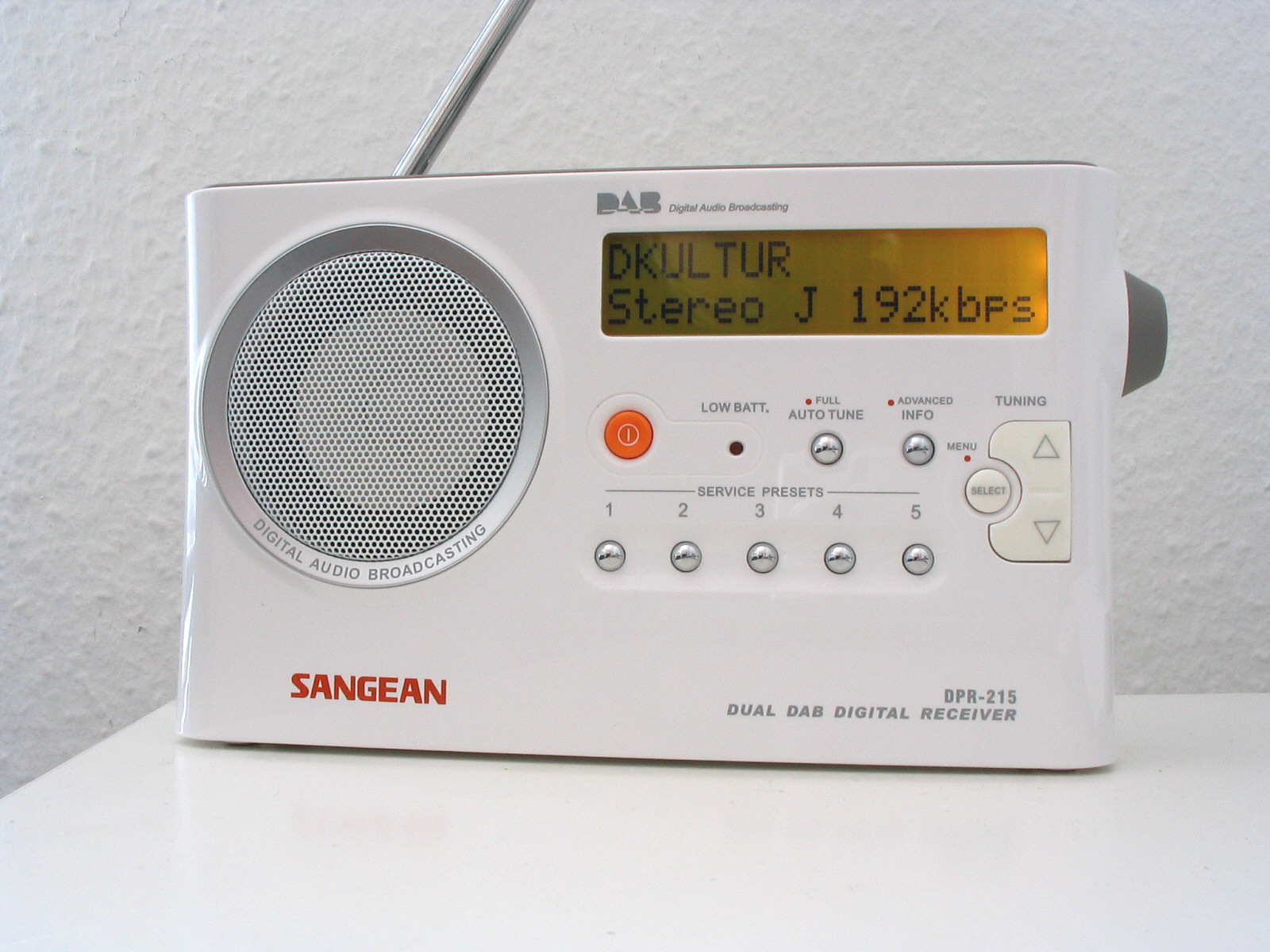
DKultur auf DAB

Die Wurzeln des Programms von Deutschlandfunk Kultur können bis in das Jahr 1926 zurückreichend dargestellt werden. Am 7. Januar 1926 startete das Programm Deutschlandsender vom Sender Königs Wusterhausen als erstes Rundfunkprogramm Deutschlands. Vom 20. Dezember 1927 bis zum Jahr 1939 sendete dieses zusätzlich aus Zeesen unter der Senderbezeichnung Deutschlandsender II. Im Jahr 1939 ging in Herzberg (Elster) der Sender Deutschlandsender III in Betrieb. In der Nachkriegszeit gab es ab Januar 1949 wieder ein Programm namens Deutschlandsender vom Standort Königs Wusterhausen, das für ganz Deutschland sendete. Dieses Programm wurde 1971, als die Abgrenzung zur Bundesrepublik ihren Höhepunkt erreicht hatte, in Stimme der DDR umbenannt, da sich die DDR-Politik zu diesem Zeitpunkt von dem Gedanken an ein vereinigtes Deutschland trennte.
Im Februar 1990 benannte sich die Stimme der DDR wieder in Deutschlandsender um. Im Mai 1990 wurde das Programm Deutschlandsender zusammen mit Radio DDR II zu Deutschlandsender Kultur (DS Kultur).
Zum 1. Januar 1994 wurde DS Kultur zusammen mit dem Kulturprogramm des US-amerikanisch geprägten West-Berliner Senders RIAS und dem Deutschlandfunk (DLF) unter dem Dach einer öffentlich-rechtlichen Körperschaft dem DeutschlandRadio zusammengeführt. Träger und gleichzeitig Mitglieder dieser Körperschaft sind die ARD und das ZDF auf der Basis zweier Staatsverträge zwischen dem Bund und den 16 deutschen Ländern. Während das Programm der früheren Rundfunkanstalt Deutschlandfunk später seinen Namen und seine Programmstruktur behalten durfte (anfangs wurde es noch Deutschlandradio Köln genannt), wurde in Berlin unter der Leitung der Programmdirektorin Gerda Hollunder ein völlig neues Programm auf die Beine gestellt: Deutschlandradio Berlin (DLR Berlin).
Mit dem Ausscheiden der Programmdirektorin am 30. April 2004 übernahm Günter Müchler, der Programmdirektor des Deutschlandfunks, auch die Verantwortung für DLR Berlin und begann die Arbeit an einer „evolutionären Reform“ des Berliner Programms, dessen Hörerzahl bis dahin überschaubar geblieben war. Am 7. März 2005 ging das reformierte Programm unter dem neuen Namen Deutschlandradio Kultur (ohne die eingeschlossene Majuskel im Namen) auf Sendung. Die Namensänderung soll – laut Sender – zum einen den Anspruch dokumentieren, das deutschlandweite Kulturradio zu sein, und zum anderen die Missverständnisse beseitigen, die mit dem alten Namen verbunden waren: DeutschlandRadio Berlin wurde zu oft als Berliner Regionalsender wahrgenommen, nicht als zweite Säule des deutschlandweiten, werbefreien Hörfunks.
Im Zuge einer Markenstrukturreform führte das Deutschlandradio zum 1. Mai 2017 für seine Radiosender neue Namen ein. Hierbei wurde Deutschlandradio Kultur in Deutschlandfunk Kultur umbenannt.

## Sonstiges
Seit 2016 wird vom Deutschlandfunk Kultur jährlich zur Würdigung besonderer Beiträge zum deutschen Musikleben, wie herausragende künstlerische und pädagogische Arbeit, ein musikalischer Klangkörper zum „Orchester des Jahres“ gewählt. Erster Preisträger 2016 war die Deutsche Kammerphilharmonie Bremen, 2017 folgte das Bayerische Staatsorchester.

## Sendetechnik

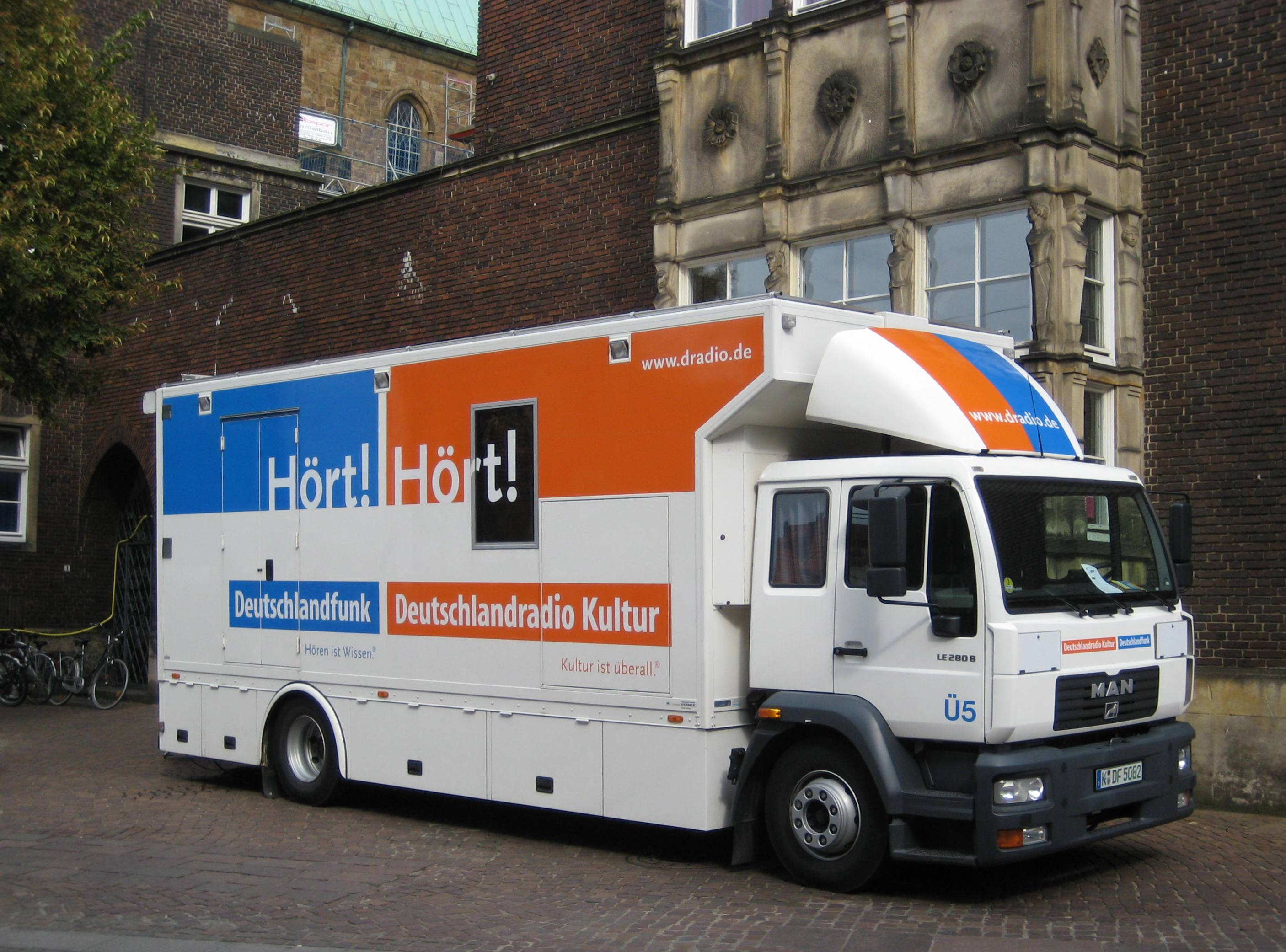
Übertragungswagen „Ü5“ des Deutschlandradios;
hier vor dem Bremer Konzerthaus Die Glocke, 2009

Deutschlandfunk Kultur wird über UKW und DAB ausgestrahlt. Der Kurzwellensender 6005 kHz am Standort Sendeanlage Berlin-Britz wurde im Spätsommer 2007 durch einen Brand schwer beschädigt. Noch im gleichen Monat wurde beschlossen, den Sender wegen der hohen Reparaturkosten angesichts der geringen Hörerzahlen nicht mehr in Betrieb zu nehmen. Anfang September 2013 entfiel auch die Verbreitung über die Mittelwellenfrequenz 990 kHz vom gleichen Standort. Über das Astra-Satellitensystem ist Deutschlandfunk Kultur digital über DVB-S zu empfangen. In Südtirol wird der Sender von der Rundfunk-Anstalt Südtirol im Standard DAB+ ausgestrahlt.
Das UKW-Sendernetz wurde sukzessiv ausgebaut. Nur in Teilen Ostdeutschlands wird Deutschlandfunk Kultur flächendeckend über starke UKW-Frequenzen ausgestrahlt. In den alten Bundesländern waren bei Sendestart allerdings die reichweitenstarken Frequenzen schon weitgehend verteilt. Daher ist das Programm auf relativ schwache Sender mit geringer Reichweite in den Städten angewiesen und dadurch praktisch nur rund um die Städte zu empfangen. Es wurden nach und nach weitere Frequenzen aufgeschaltet. Zum 2. August 2010 konnte die bisher von BFBS I für die Versorgung der britischen Streitkräfte genutzte Frequenz 96,5 MHz übernommen werden, die einen Empfang des Programms in großen Teilen Nordrhein-Westfalens erlaubt. Mit steigender Nutzung anderer Empfangswege wird die Anzahl der UKW-Sendestandorte schrittweise verringert.
Auf der Webseite des Deutschlandradios kann das aktuelle Programm als Livestream im Opus-, MP3 und AAC-Format abgerufen werden. Zusätzlich werden seit Mai 2004 ausgewählte Beiträge online archiviert und können via Audio-on-Demand nachgehört werden. Seit Mitte 2005 besteht ein breites Angebot, das als Podcast heruntergeladen werden kann.

## Frequenzliste

### UKW
| MHz   | Senderstandort                | Sendegebiet                                                                               | Leistung |
| ----- | ----------------------------- | ----------------------------------------------------------------------------------------- | -------- |
| 100,0 | Augsburg                      | nördliches Schwaben, nördliches und westliches Oberbayern                                 | 015 kW   |
| 89,3  | Großer Waldstein/Hof          | Oberfranken                                                                               | 020 kW   |
| 94,2  | Sonneberg                     | östliches Thüringen, Oberfranken                                                          | 100 kW   |
| 97,2  | Inselsberg                    | Thüringen, Hessen, nördliches Bayern, südliches Niedersachsen                             | 100 kW   |
| 97,4  | Brocken im Harz               | Sachsen-Anhalt, südliches und östliches Niedersachsen, Nord-Thüringen, westliches Sachsen | 100 kW   |
| 90,8  | Cottbus                       | Lausitz                                                                                   | 020 kW   |
| 89,6  | Berlin                        | Berlin, Brandenburg                                                                       | 020 kW   |
| 97,1  | Helpterberg                   | östliches Mecklenburg-Vorpommern                                                          | 030 kW   |
| 95,3  | Schwerin                      | westliches Mecklenburg                                                                    | 100 kW   |
| 96,5  | Rundfunksender Langenberg     | Ruhrgebiet                                                                                | 035 kW   |
| 96,7  | Marlow                        | nördliches Mecklenburg-Vorpommern                                                         | 030 kW   |
| 107,7 | Cuxhaven                      | Elbmündung                                                                                | 020 kW   |
| 106,1 | Eifel-Bärbelkreuz             | Eifel                                                                                     | 020 kW   |
| 106,1 | Olsberg                       | Hochsauerland                                                                             | 010 kW   |
| 92,7  | Frankfurt/Oder-Booßen         | Frankfurt/Oder                                                                            | 005 kW   |
| 96,9  | Dequede                       | Altmark                                                                                   | 007 kW   |
| 101,4 | Sassnitz                      | Rügen                                                                                     | 008 kW   |
| 105,0 | Neunkirchen (Saar)-Kuchenberg | östliches Saarland                                                                        | 005 kW   |
| 106,2 | Perl                          | saarländisches Moseltal                                                                   | 005 kW   |
| 106,2 | Bremerhaven-Schiffdorf        | Wesermündung                                                                              | 005 kW   |

### Mittel-, Lang- und Kurzwelle
Die analoge Ausstrahlung über Mittelwelle vom Sender Berlin-Britz wurde am 4. September 2013 eingestellt. Der Sender Putbus, der im DRM-Modus sendete, wurde schon am 1. Oktober 2010 abgeschaltet.
Nach einer Forderung des KEF wegen der fortschreitenden Digitalisierung des Hörfunks und der abnehmenden Nutzung dieser Technik wurde die analoge Ausstrahlung über Langwelle vom Sender Zehlendorf wurde am 31. Dezember 2014 abgeschaltet.
Infolge eines Brandes und der hohen Reparaturkosten angesichts der geringer Hörerzahl des Kurzwellensenders Berlin-Britz wurde die Ausstrahlung über Kurzwelle im September 2007 endgültig eingestellt.
| kHz  | Senderstandort | Leistung | Abschaltdatum      |
| ---- | -------------- | -------- | ------------------ |
| 177  | Zehlendorf     | 500 kW   | 31. Dezember 2014  |
| 729  | Putbus (DRM)   | 005 kW   | 01. Oktober 2010   |
| 990  | Berlin-Britz   | 100 kW   | 04. September 2013 |
| 6005 | Berlin-Britz   | 100 kW   | September 2007     |

Über den Langwellensender Zehlendorf (177 kHz) wurden täglich um 1:05 Uhr, 6:40 Uhr und 11:05 Uhr sowie um 21:05 Uhr in der Sommerzeit Seewetterberichte gesendet.